# (14054) Dušek
(14054) Dušek, désignation internationale (14054) Dusek, est un astéroïde de la ceinture principale.

## Description
(14054) Dusek est un astéroïde de la ceinture principale. Il fut découvert le 12 janvier 1996 à l'Observatoire Kleť par Miloš Tichý et Zdeněk Moravec. Il présente une orbite caractérisée par un demi-grand axe de 2,42 UA, une excentricité de 0,18 et une inclinaison de 3,9° par rapport à l'écliptique.

## Compléments